# Nyhetsfajten
Nyhetsfajten är ett svenskt underhållningprogram på TV8, hösten 2008, om den gångna veckans nyheter. Varje program är 45 minuter långt. Deltagande kändisar samt TV-tittarna ställs inför olika frågor som ska bevaras. Programmet leds av Claes de Faire och Anita Jekander. I Nyhetsfajten tävlar totalt sex kändislag med två personer i varje lag mot varandra i en turneringsstege. Programserien består av 8 program. Det vinnande laget vinner vandringspokalen “Nyhetsbucklan” och blir regerande nyhetsmästare.
Programmet produceras av ART 89 Television, som även utvecklat och äger formatet tillsammans med Marsenmay.

## Deltagare i 2008 års upplaga

### Lagen Grupp A
- Arne Hegerfors och Anders ”Ankan” Parmström
- Gudrun Schyman och Lasse Eriksson
- Ola Wenström och Yvonne Skattberg

### Lagen Grupp B
- Helena Stålnert och Stefan Grudin
- Alice Bah Kuhnke och Ulf Henricsson
- Glenn Hysén och Johan Delin